# オーバーボローイング
オーバーボローイングとは経営学用語の一つ。企業が資金を調達する場合に、それを金融機関などといった外部に過度に依存しているような状態のことを言う。
日本では多くの企業がこのような状態である。第二次世界大戦後の日本では企業が経営を行う場合に金融機関から資金を調達することが容易であったことと、これが税制上で有利であったことからこのようになった企業が増加した。これに加えて好景気の時代には企業は投資意欲がきわめて旺盛であり、そのための資金の調達方法として主に金融機関からの借り入れを利用したことからも日本の企業の多くがオーバーボローイングの状態となっていった。
アメリカやイギリスでは、株式に代わる資金調達方法として減価償却と内部留保の方法をとる企業が多い。